# أوتفوش لوراند
لوراند أوتفوش (بالمجرية : Loránd Ágoston Eötvös báró vásárosnaményi أو Loránd Eötvös) ؛ 27 يوليو 1848 - 8 أبريل 1919)، يعرف ببارون رولاند فون يوتفوس في الأدب الإنجليزي،  كان فيزيائيًا مجريًا. يذكر اليوم إلى حد كبير لعمله علي الجاذبية والتوتر السطحي، واختراع النابض الالتوائي.
سميت جامعة أوتفوش لوراند،  ومسابقة لوراند أوتفوش للرياضيات،  وفوهة أوتفوش على القمر  باسمه.

## حياته
وُلد يوتفوس في عام 1848 عام الثورة المجرية، وكان ابن البارون جوزيف أوتفوس دي فاسارناميني (1813-1871)، وهو شاعر وكاتب معروف وسياسي ليبرالي، وكان وزيراً في مجلس الوزراء في ذلك الوقت، ولعب دور مهم في حياة القرن ال19 الهنغارية الفكرية والسياسية. كانت والدته السيدة النبيلة المجرية أغنيس روستي دي باركوكز (1825-1913)، عضوًة في العائلة النبيلة اللامعة روستي دي باركوكز التي انحدرت في الأصل من مقاطعة فاس، ومن خلال ذلك، كان ينحدر من عائلة بيرنيزي المجرية القديمة التي تعود للقرون الوسطى، والتي توفت في القرن ال18. كان عم لوران بال روستي دي باركوك (1830-1874) هو النبيل المجري والمصور والمستكشف الذي زار تكساس ونيو مكسيكو والمكسيك وكوبا وفنزويلا بين عامي 1857 و 1859.
درس لوران إيتفوس القانون أولاً، لكنه سرعان ما حول إلى الفيزياء وتوجه إلى الخارج للدراسة في هايدلبرغ وكوينغسبرغ. بعد حصوله على الدكتوراه، أصبح أستاذاً جامعياً في بودابست ولعب دورًا رائدًا في العلوم المجرية لنحو نصف قرن. اكتسب شهرة دولية أولاً من خلال عمله المبتكر في الخاصية الشعرية، ثم من خلال أساليبه التجريبية المكررة ودراساته الميدانية الواسعة في الجاذبية.
يذكر أوتفوش اليوم لعمله التجريبي على الجاذبية، ولا سيما دراسته لمعادلة الكتلة الجاذبية والقصور الذاتي (ما يسمى بمبدأ التكافؤ الضعيف) ودراسته للتدرج الثقالي على سطح الأرض. يلعب مبدأ التكافؤ الضعيف دورًا بارزًا في نظرية النسبية، واستشهد ألبرت أينشتاين بتجربة أوتفوش في مقالته عام 1916 بعنوان "الأساس للنظرية العامة للنسبية". تعد قياسات تدرج الجاذبية مهمة في فيزياء الأرض التطبيقية، مثل موقع رواسب النفط. سميت وحدة نظام وحدات سنتيمتر غرام ثانية لتدرج الجاذبية ب أوتفوش تكريمًا له.
من عام 1886 حتى وفاته، قام لوراند أوتفوش بالبحث والدراسة في جامعة بودابست، والتي تم تغيير اسمها في عام 1950 إلى ( جامعة أوتفوش لوراند).
دفن أوتفوش في مقبرة كيريبيسي في بودابست، المجر.

## نابض التوائي
شكل آخر للاختراع السابق، النابض الالتوائي، بندول أوتفوش، المصمم من قبل المجري لوراند أوتفوش هو أداة حساسة لقياس كثافة الطبقات الصخرية الأساسية. لا يقيس الجهاز اتجاه قوة الجاذبية فحسب، بل يقيس التغير في مدى قوة الجاذبية في المستوى الأفقي. وهي تحدد توزيع الكتل في قشرة الأرض. النابض الالتوائي لأوتفوش، آداة مهمة لعلم تقسيم الأرض وفيزياء الأرض في جميع أنحاء العالم، تدرس الخصائص الفيزيائية للأرض. يتم استخدامها لاستكشاف المناجم، وكذلك في البحث عن المعادن، مثل النفط والفحم والمواد الخام. لم يحصل نابض أوتفوش على براءة اختراع أبدًا، ولكن بعد عرض دقته والزيارات العديدة للمجر من الخارج، تم تصدير العديد منها في جميع أنحاء العالم، واكتشف أغنى حقول النفط في الولايات المتحدة باستخدامه. استخدم نابض أوتفوش لإثبات معادلة الكتلة بالقصور الذاتي وكتلة الجاذبية بدقة، كرد على عرض الجائزة. وقد استخدم ألبرت أينشتاين هذا التكافؤ لاحقًا في تحديد نظرية النسبية العامة.

هكذا يصف أوتفوش ميزانه: 
 كان رادو فون كوفسلايجثي أحد مساعدي أوتفوش الذي أصبح فيما بعد عالماً مشهوراً.

## مرتبة الشرف
لتكريم أوتفوش، تم إصدار طابع بريدي من المجر في 1 يوليو 1932. تم إصدار طابع بريد آخر في 27 يوليو 1948 للاحتفال بالذكرى المئوية لميلاد الفيزيائي. أصدرت المجر طابعًا بريديًا في 31 يناير 1991.

## روابط خارجية
- أوتفوش لوراند على موقع الموسوعة البريطانية (الإنجليزية)
- أوتفوش وSTEP (ملاحظات عن السيرة الذاتية وملخص لبحثه)
- متحف أوتفوس لوراند الافتراضي